# I'm Going to Tell You a Secret
Pour plus de détails, voir Fiche technique et Distribution.
I'm Going to Tell You a Secret est un documentaire suivant la tournée du « Re-Invention Tour » de Madonna. Le spectateur est invité à suivre les auditions des danseurs, suivre les accrocs de la vie quotidienne de la vedette et à assister à l'évolution de son raisonnement politique et spirituel. Le film a été diffusé pour la première fois sur la chaîne américaine MTV le 21 octobre 2005.
Le film a été réalisé par Jonas Åkerlund, connu pour être l'auteur de vidéo-clips musicaux, d'annonces publicitaires et du long métrage Spun.
- Madonna (exec.)
- Bill Pohlad (exec.)
- Susan Applegate
- Angela Becker
- Shelli Jury

Ce documentaire est souvent assimilé comme étant la suite de In Bed with Madonna (Au lit avec Madonna en français) qui a vu le jour quatorze ans auparavant. Dans les deux cas, les scènes de coulisses sont présentées en monochrome alors que les prestations de spectacle sont en couleurs.
I'm Going to Tell You a Secret a été distribué le 20 juin 2006 sur support médiatique CD+DVD (boîtier CD), DVD+CD(boîtier DVD) ainsi qu'en téléchargement numérique.

## Fiche technique
- Producteur : Susan Applegate, Angela Becker, Keeley Gould, Shelli Jury, (Bill Pohlad et Madonna, comme producteurs exécutifs)
- Réalisateur : Jonas Åkerlund
- Musique : Madonna
- Montage : Jonas Akerlund
- Distributeur : Maverick Films
- Langue : anglais

## Plages

### DVD
|  | Chapitres : 1. "Intro" 2. "Los Angeles" 3. "New York" 4. "Chicago" 5. "Las Vegas" 6. "Miami" 7. "London" 8. "Dublin" 9. "Paris" 10. "Lisbon" 11. "Israël" 12. "Credits" | Titres joués : 1. "Vogue" 2. "American Life" 3. "Mother and Father" 4. "Nobody Knows Me" 5. "Music" 6. "Hollywood" (remix) 7. "Lament" 8. "Like a Prayer" 9. "Holiday" 10. "Imagine" | Bonus : 1. "The Bike Ride" 2. "The Other Side" 3. "Steve/Stuart in L.A." 4. "Vocal Coach" 5. "Chaos" 6. "Birthday Party" 7. "French Trilogy" 8. "Steve/Stuart in Paris" 9. "Monte's Guitar Faces" 10. "Fans Singing in Paris" 11. "After Show" 12. "Wailing Wall" |

## Palmarès
Le double support médiatique CD+DVD permet à I'm Going To Tell You A Secret de se classer dans deux palmarès.

### DVD
| Pays                    | Meilleure position | Pays       | Meilleure position |
| ----------------------- | ------------------ | ---------- | ------------------ |
| Australie               | 1                  | Brésil     | 1                  |
| République tchèque IFPI | 1                  | Estonie    | 5                  |
| Finlande                | 2                  | France     | 1                  |
| Hongrie                 | 1                  | Italie     | 1                  |
| Nouvelle-Zélande        | 8                  | Norvège    | 1                  |
| Espagne                 | 1                  | Suède      | 2                  |
| Royaume-Uni             | 1                  | États-Unis | 1                  |